# Yorneis García
Yorneis Chiquillo García (Cartagena, 6 de agosto de 1985-Bogotá, 14 de abril de 2021) fue un bailarín y actor de televisión colombiano.

## Biografía
Nació en Cartagena de Indias, y desde muy niño se interesó en bailes y danzas. Como estudiante de bachillerato fue bailarín y destacando en participar en danza contemporánea en el Grupo Piloto Experimental de la Compañía El Colegio del Cuerpo donde estudió su bachiller.
En 2009 estudió artes escénicas de la Universidad Tecnológica de Bolívar. En 2012 se presentó al casting del reality show Protagonistas de nuestra tele donde no fue seleccionado. En 2014 debutó como actor en la serie de Tu voz estéreo con varios personajes y en 2015 en la telenovela Diomedes, el Cacique de La Junta como Rafael Díaz Maestre. Participó en Los Morales, A corazón abierto, La reina del sur y Sin senos sí hay paraíso. 
En abril de 2021 fue hospitalizado en Bogotá de complicaciones su salud donde finalmente falleció el 14 de abril de 2021.